# Volta a Cataluña 1948
La Volta a Cataluña 1948 fue la 28ª edición de la Volta a Cataluña. Se disputó en 9 etapas del 25 de agosto al 5 de septiembre de 1948 con un total de 1.236 km. El vencedor final fue el español Emilio Rodríguez.
En esta edición se volvieron a conceder 20 segundos de bonificación a los primeros ciclistas que cruzasen los puertos de montaña. Así se produjo la anécdota que en la primera etapa, Paul Neri ganó la etapa pero Joaquín Filba se puso líder gracias a los puntos obtenidos en el paso por el Alto de Montjuic.
Emilio Rodríguez fue el primer ciclista desde Mariano Cañardo, que repitió triunfo en la ronda catalana. La victoria se decidió en la de Andorra donde consiguió tiempo resepcto a sus rivales y la supo administrar hasta el final. 

## Etapas
| Etapa | Fecha           | Ciudades de etapa         | km    | Vencedor de la etapa | Líder de la general |
| ----- | --------------- | ------------------------- | ----- | -------------------- | ------------------- |
| 1º    | 29 de agosto    | Montjuic - Montjuic       | 46,0  | Paul Neri            | Joaquín Filba       |
| 2º    | 29 de agosto    | Badalona - Figueras       | 131,5 | Miguel Gual          | Miguel Gual         |
| 3º    | 30 de agosto    | Figueras - Vich           | 160,0 | Gabriel Saura        | Ignacio Orbaiceta   |
| 4º    | 31 de agosto    | Vich - Andorra la Vieja   | 168,0 | Emilio Rodríguez     | Emilio Rodríguez    |
| 5º    | 1 de septiembre | Andorra la Vieja - Lérida | 254,0 | Elio Bertocchi       | Emilio Rodríguez    |
| 6º    | 2 de septiembre | Lérida - Tortosa          | 218,5 | José Serra           | Emilio Rodríguez    |
| 7º    | 3 de septiembre | Tortosa - Reus            | 117,0 | Miguel Poblet        | Emilio Rodríguez    |
| 8º    | 4 de septiembre | Reus - Manresa            | 206,0 | Miguel Poblet        | Emilio Rodríguez    |
| 9º    | 5 de septiembre | Manresa - Barcelona       | 128,5 | Dalmacio Langarica   | Emilio Rodríguez    |

### 1ª etapa[1]
29-08-1948: Barcelona - Barcelona. 46,0 km
|   | Ciclista      | Equipo  | Tiempo     |
| - | ------------- | ------- | ---------- |
| 1 | Paul Neri     | Chirri  | 1h 14' 28" |
| 2 | Joaquín Filba | Galindo | + 05"      |
| 3 | Miguel Poblet | Galindo | + 29"      |

|   | Ciclista      | Equipo  | Tiempo     |
| - | ------------- | ------- | ---------- |
| 1 | Joaquín Filba | Galindo | 1h 14' 13" |
| 2 | Paul Neri     | Chirri  | + 15"      |
| 3 | Miguel Poblet | Galindo | + 44".     |

### 2ª etapa
29-08-1948: Badalona - Figueras. 131,5 km
|   | Ciclista          | Equipo             | Tiempo     |
| - | ----------------- | ------------------ | ---------- |
| 1 | Miguel Gual       | Veloç Sport Balear | 3h 24' 08" |
| 2 | Ignacio Orbaiceta | UE Sants           | + 02' 42"  |
| 3 | Miguel Poblet     | Galindo            | + 02' 43"  |

|   | Ciclista          | Equip              | Temps      |
| - | ----------------- | ------------------ | ---------- |
| 1 | Miguel Gual       | Veloç Sport Balear | 4h 39' 05" |
| 2 | Ignacio Orbaiceta | UE Sants           | + 02' 42"  |
| 3 | Miguel Poblet     | Galindo            | + 02' 43"  |

### 3ª etapa
30-08-1948: Figueras - Vich. 160,0 km
|   | Corredor       | Equipo          | Tiempo     |
| - | -------------- | --------------- | ---------- |
| 1 | Gabriel Saura  | C.C. Barcelonès | 5h 44' 58" |
| 2 | Miguel Poblet  | Galindo         | + 03' 16"  |
| 3 | Sergio Maggini | Chirri          | m. t.      |

|   | Ciclista           | Equipo   | Tiempo      |
| - | ------------------ | -------- | ----------- |
| 1 | Ignacio Orbaiceta  | UE Sants | 10h 30' 01" |
| 2 | Miguel Poblet      | Galindo  | + 01"       |
| 3 | Dalmacio Langarica | Galindo  | + 01' 13"   |

### 4ª etapa[2]
31-08-1948: Vich - Andorra la Vieja. 168,0 km
|   | Corredor         | Equipo             | Tiempo     |
| - | ---------------- | ------------------ | ---------- |
| 1 | Emilio Rodríguez | UE Sants           | 5h 35' 37" |
| 2 | Bernardo Ruiz    | UE Sants           | + 01' 20"  |
| 3 | Bernardo Capó    | Veloç Sport Balear | + 01' 29"  |

|   | Ciclista         | Equipo             | Tiempo      |
| - | ---------------- | ------------------ | ----------- |
| 1 | Emilio Rodríguez | UE Sants           | 16h 08' 51" |
| 2 | Bernardo Capó    | Veloç Sport Balear | + 04' 10"   |
| 3 | Giulio Bresci    | Chirri             | + 17' 29"   |

### 5ª etapa[3]
1-9-1948: Andorra la Vieja - Lérida. 254,0 km
|   | Ciclista       | Equipo             | Tiempo     |
| - | -------------- | ------------------ | ---------- |
| 1 | Elio Bertocchi | Ciclos Cataluña    | 8h 03' 20" |
| 2 | Bernardo Capó  | Veloç Sport Balear | + 02' 30"  |
| 3 | Giulio Bresci  | Chirri             | + 02' 32"  |

|   | Ciclista         | Equipo   | Tiempo      |
| - | ---------------- | -------- | ----------- |
| 1 | Emilio Rodríguez | UE Sants | 24h 14' 41" |
| 2 | Giulio Bresci    | Chirri   | + 07' 38"   |
| 3 | Ezio Cecchi      | Chirri   | + 08' 44"   |

### 6ª etapa[4]
21-09-1949: Lérida - Tortosa. 218,5 km
|   | Ciclista           | Equipo          | Tiempo     |
| - | ------------------ | --------------- | ---------- |
| 1 | José Serra         | UE Sants        | 7h 39' 25" |
| 2 | Quirino Toccacelli | Ciclos Cataluña | + 35"      |
| 3 | Giulio Bresci      | Chirri          | m. t.      |

|   | Ciclista         | Equipo   | Tiempo      |
| - | ---------------- | -------- | ----------- |
| 1 | Emilio Rodríguez | UE Sants | 31h 54' 41" |
| 2 | Giulio Bresci    | Chirri   | + 07' 38"   |
| 3 | Ezio Cecchi      | Chirri   | + 08' 44"   |

### 7ª etapa[5]
3-9-1948: Tortosa - Reus. 117,0 km
|   | Corredor           | Equipo          | Tiempo     |
| - | ------------------ | --------------- | ---------- |
| 1 | Miguel Poblet      | Galindo         | 4h 20' 04" |
| 2 | Quirino Toccacelli | Ciclos Cataluña | m. t.      |
| 3 | Joaquín Olmos      | Galindo         | m. t.      |

|   | Ciclista         | Equipo   | Tiempo      |
| - | ---------------- | -------- | ----------- |
| 1 | Emilio Rodríguez | UE Sants | 36h 14' 21" |
| 2 | Giulio Bresci    | Chirri   | + 07' 31"   |
| 3 | Ezio Cecchi      | Chirri   | + 08' 37"   |

### 8ª etapa[6]
4-9-1948: Reus - Manresa. 206,0 km
|   | Corredor          | Equipo          | Tiempo     |
| - | ----------------- | --------------- | ---------- |
| 1 | Miguel Poblet     | Galindo         | 6h 27' 28" |
| 2 | Quirino Toccaceli | Ciclos Cataluña | m. t.      |
| 3 | José Vidal        | C.C. Barcelona  | + 02"      |

|   | Ciclista         | Equipo   | Tiempo      |
| - | ---------------- | -------- | ----------- |
| 1 | Emilio Rodríguez | UE Sants | 42h 42' 57" |
| 2 | Giulio Bresci    | Chirri   | + 07' 31"   |
| 3 | Ezio Cecchi      | Chirri   | + 08' 37"   |

### 9ª etapa[7]
5-9-1948: Tarragona - Barcelona. 148,0 km
|   | Ciclista           | Equipo          | Tiempo     |
| - | ------------------ | --------------- | ---------- |
| 1 | Dalmacio Langarica | Galindo         | 3h 39' 09" |
| 2 | Miguel Poblet      | Galindo         | + 01' 15"  |
| 3 | Quirino Toccacelli | Ciclos Cataluña | m. t.      |

|   | Ciclista         | Equipo   | Tiempo      |
| - | ---------------- | -------- | ----------- |
| 1 | Emilio Rodríguez | UE Sants | 46h 23' 21" |
| 2 | Giulio Bresci    | Chirri   | + 07' 31"   |
| 3 | Ezio Cecchi      | Chirri   | + 08' 37"   |

## Clasificación General
|    | Ciclista           | Equipo          | Tiempo       |
| -- | ------------------ | --------------- | ------------ |
|    | Emilio Rodríguez   | UE Sants        | 46h 23' 21"  |
| 2  | Giulio Bresci      | Chirri          | + 7' 31"     |
| 3  | Ezio Cecchi        | Chirri          | + 8' 37"     |
| 4  | Quirino Toccacelli | Ciclos Cataluña | + 24' 32"    |
| 5  | Gabriel Saura      | Ciclos Cataluña | + 28' 31"    |
| 6  | José Serra         | UE Sants        | + 29' 33"    |
| 7  | Miguel Poblet      | Galindo         | + 35' 24"    |
| 8  | José Pérez Llacer  | UE Sants        | + 51' 00"    |
| 9  | Elio Bertocchi     | Ciclos Cataluña | + 55' 36"    |
| 10 | Joaquín Olmos      | Galindo         | + 1h 01' 49" |

## Clasificaciones secundarias
|   | Ciclista       | Equipo          | Puntos |
| - | -------------- | --------------- | ------ |
| 1 | José Serra     | UE Sants        | 22     |
| 2 | Giulio Bresci  | Chirri          | 14     |
| 3 | Elio Bertocchi | Ciclos Cataluña | 13     |
| 3 | Bernardo Ruiz  | UE Sants        | 13     |

|   | Equipo          | Puntos       |
| - | --------------- | ------------ |
| 1 | UE Sants        | 142h 54' 01" |
| 2 | C.C. Barcelona  | + 14' 23"    |
| 3 | C.C. Barcelonés | + 14' 45"    |